# Zuzana Hejnová
Zuzana Hejnová, née le 19 décembre 1986 à Liberec, est une athlète tchèque spécialiste du 400 mètres haies, championne du monde en 2013 et en 2015.

## Biographie
Vainqueur des Championnats du monde jeunesse, et troisième des Championnats d'Europe juniors en 2003, Zuzana Hejnová se classe deuxième des Championnats du monde juniors de 2004. En 2005, à Kaunas, elle devient championne d'Europe junior en 55 s 89, nouveau record national junior.

Elle remporte le 400 m haies de la Coupe d'Europe de 2006, et atteint les demi-finales des Championnats du monde d'athlétisme 2005 et 2007. En 2008, la Tchèque réalise le temps de 54 s 96 à Ostrava (record personnel), et se classe par ailleurs septième de la finale des Jeux olympiques de Pékin en 54 s 97.

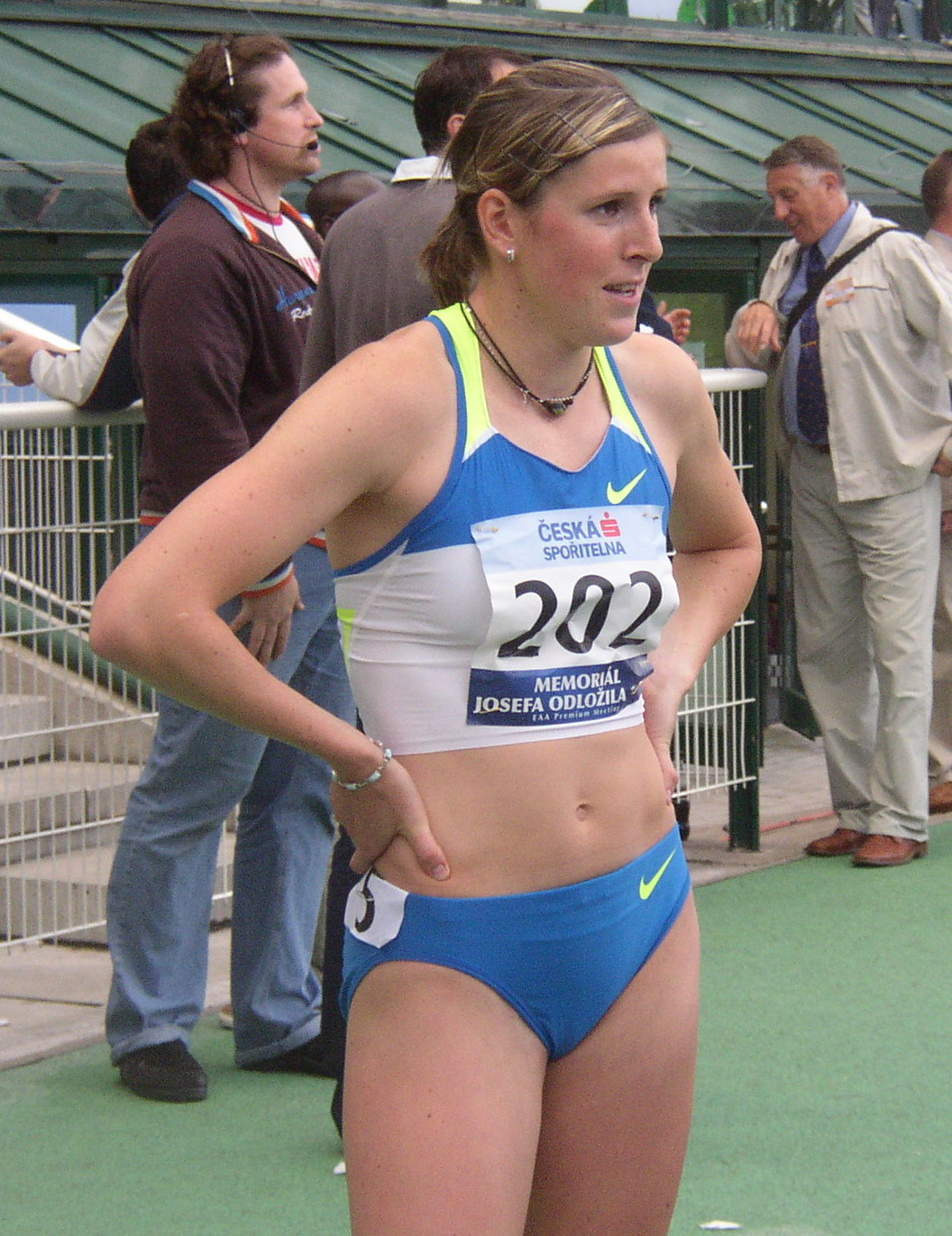
Zuzana Hejnová lors du meeting de Prague 2008

En 2010, Zuzana Hejnová remporte la médaille de bronze du relais 4 × 400 m des Championnats du monde en salle de Doha aux côtés de Denisa Rosolová, Jitka Bartonicková et Zuzana Bergrová. Initialement quatrième de la course, l'équipe tchèque est finalement reclassée troisième après disqualification de l'équipe de Jamaïque. Hejnová s'illustre lors de la première édition de la Ligue de diamant en se classant deuxième des meetings de Gateshead, Londres et Zurich, et en améliorant son record personnel au meeting Golden Gala de Rome en 54 s 13. Elle termine deuxième du classement général derrière la Jamaïcaine Kaliese Spencer. Fin août à Barcelone, la Tchèque termine au pied du podium des Championnats d'Europe dans le temps de 54 s 30. 
Spécialiste des épreuves combinées, elle participe au concours du pentathlon lors des Championnats d'Europe en salle 2011 de Paris. Elle termine à la septième place finale et signe un nouveau record personnel avec 4 453 points, améliorant notamment ses meilleures performances sur 60 m haies, au saut en hauteur et au lancer du poids. En juin 2011, la Tchèque remporte le 400 m haies du meeting des Bislett Games, 3e étape de la ligue de diamant 2011, avec un temps de 54 s 38. Elle confirme ensuite en remportant la course des championnats d'Europe par équipe à Stockholm en 53 s 87, nouveau record personnel et national.
Aux Jeux Olympiques de Londres en 2012, elle glane initialement la médaille de bronze sur 400 m haies en 53 s 38 derrière la Russe Natalya Antyukh et l'Américaine Lashinda Demus. Cependant, Antyukh est déchue de sa médaille d'or pour dopage en 2022 par l'Unité d'intégrité de l'athlétisme (UIA), ce qui permet à Hejnova de récupérer la médaille d'argent.
En 2013, Zuzana Hejnová remporte son premier titre international majeur en s'imposant en finale des championnats du monde, à Moscou, dans le temps de 52 s 83, signant la meilleure performance mondiale de l'année ainsi qu'un nouveau record de République tchèque. Elle devance les Américaines Dalilah Muhammad (54 s 09) et Lashinda Demus (54 s 27).
En fin d'année 2013, elle reçoit le trophée de l'athlète européen de l'année en compagnie de l'Ukrainien Bohdan Bondarenko.
En 2015, de retour de blessure, elle conserve son titre de championne du monde en s'imposant en finale des championnats du monde, à Pékin en 53 s 50, meilleure performance mondiale de l'année. Les Américaines Shamier Little et Cassandra Tate complètent le podium.
Lors de la saison 2016, la Tchèque connaît une saison retardée par une blessure à la cheville : elle fait l'impasse sur les Championnats d'Europe d'Amsterdam afin d'arriver en pleine forme aux Jeux olympiques de Rio. Lors de ces Jeux, Hejnov échoue au pied du podium de la finale en 53 s 92, son meilleur temps de la saison. Elle est devancée par le podium avec l'Américaine Dalilah Muhammad (53 s 13), la Danoise Sara Slott Petersen (53 s 55) et l'autre Américaine Ashley Spencer (53 s 72).
Double championne du monde en titre, Hejnová ne peut réitérer un troisième titre mondial lors des Championnats du monde de Londres, le 10 août 2017 : elle échoue au pied du podium en 54 s 20, comme l'année précédente à Rio, loin de la médaille de bronze de Ristananna Tracey (53 s 74).
Elle se classe 5e des championnats du monde 2019 à Doha en 54 s 23.

## Palmarès
| Date | Compétition                       | Lieu             | Résultat | Épreuve     | Performance   |
| ---- | --------------------------------- | ---------------- | -------- | ----------- | ------------- |
| 2002 | Championnats du monde juniors     | Kingston         | 5e       | 400 m haies | 58 s 42       |
| 2003 | Championnats du monde jeunesse    | Sherbrooke       | 1re      | 400 m haies | 57 s 54       |
| 2003 | Championnats d'Europe juniors     | Tampere          | 3e       | 400 m haies | 58 s 30       |
| 2004 | Championnats du monde juniors     | Grosseto         | 2e       | 400 m haies | 57 s 44       |
| 2005 | Championnats d'Europe juniors     | Kaunas           | 1re      | 400 m haies | 55 s 89       |
| 2007 | Championnats d'Europe espoirs     | Debrecen         | 3e       | 400 m haies | 55 s 93       |
| 2008 | Championnats du monde en salle    | Valence          | 4e       | 4 × 400 m   | 3 min 34 s 53 |
| 2008 | Jeux olympiques                   | Pékin            | 7e       | 400 m haies | 54 s 97       |
| 2009 | Championnats d'Europe par équipes | Leiria           | 3e       | 400 m haies | 55 s 29       |
| 2010 | Championnats du monde en salle    | Doha             | 2e       | 4 × 400 m   | 3 min 30 s 05 |
| 2010 | Championnats d'Europe             | Barcelone        | 4e       | 400 m haies | 54 s 30       |
| 2010 | Ligue de diamant                  | Ligue de diamant | 2e       | 400 m haies | détails       |
| 2011 | Championnats d'Europe en salle    | Paris            | 7e       | Pentathlon  | 4 453 pts     |
| 2011 | Championnats d'Europe par équipes | Stockholm        | 1re      | 400 m haies | 53 s 87       |
| 2011 | Championnats du monde             | Daegu            | 7e       | 400 m haies | 54 s 23       |
| 2011 | Championnats du monde             | Daegu            | 5e       | 4 × 400 m   | 3 min 26 s 57 |
| 2011 | Ligue de diamant                  | Ligue de diamant | 3e       | 400 m haies | détails       |
| 2012 | Championnats d'Europe             | Helsinki         | 4e       | 400 m haies | 54 s 49       |
| 2012 | Championnats d'Europe             | Helsinki         | 3e       | 4 × 400 m   | 3 min 26 s 02 |
| 2012 | Jeux olympiques                   | Londres          | 2e       | 400 m haies | 53 s 38       |
| 2012 | Jeux olympiques                   | Londres          | 6e       | 4 × 400 m   | 3 min 27 s 77 |
| 2013 | Championnats d'Europe en salle    | Göteborg         | 4e       | 400 m       | 52 s 12       |
| 2013 | Championnats d'Europe en salle    | Göteborg         | 3e       | 4 × 400 m   | 3 min 28 s 49 |
| 2013 | Championnats d'Europe par équipes | Dublin           | 1re      | 400 m       | 51 s 90       |
| 2013 | Championnats d'Europe par équipes | Dublin           | 2e       | 4 × 400 m   | 3 min 36 s 95 |
| 2013 | Championnats du monde             | Moscou           | 1re      | 400 m haies | 52 s 83       |
| 2013 | Ligue de diamant                  | Ligue de diamant | 1re      | 400 m haies | détails       |
| 2015 | Championnats d'Europe par équipes | Heraklion        | 1re      | 400 m haies | 55 s 11       |
| 2015 | Championnats d'Europe par équipes | Heraklion        | 1re      | 4 × 400 m   | 3 min 32 s 37 |
| 2015 | Championnats du monde             | Pékin            | 1re      | 400 m haies | 53 s 50       |
| 2015 | Ligue de diamant                  | Ligue de diamant | 1re      | 400 m haies | détails       |
| 2016 | Jeux olympiques                   | Rio de Janeiro   | 4e       | 400 m haies | 53 s 92       |
| 2016 | Ligue de diamant                  | Ligue de diamant | 6e       | 400 m haies | détails       |
| 2017 | Championnats d'Europe en salle    | Belgrade         | 2e       | 400 m       | 52 s 42       |
| 2017 | Championnats du monde             | Londres          | 4e       | 400 m haies | 54 s 20       |
| 2017 | Ligue de diamant                  | Ligue de diamant | 2e       | 400 m haies | 53 s 93       |
| 2019 | Championnats d'Europe par équipes | Bydgoszcz        | 1re      | 400 m haies | 55 s 10       |
| 2019 | Ligue de diamant                  | Ligue de diamant | 4e       | 400 m haies | 54 s 75       |
| 2019 | Championnats du monde             | Doha             | 5e       | 400 m haies | 54 s 23       |

- Championnats de République tchèque en salle : vainqueur du 400 m en 2005, 2008 et 2009, du pentathlon en 2007.

## Records
| Épreuve     | Performance  | Lieu   | Date         |
| ----------- | ------------ | ------ | ------------ |
| 400 m       | 51 s 90      | Dublin | 22 juin 2013 |
| 300 m haies | 38 s 16      | Cheb   | 3 août 2013  |
| 400 m haies | 52 s 83 (NR) | Moscou | 15 août 2013 |
| Pentathlon  | 4 453 pts    | Paris  | 4 mars 2011  |